# Ascosparassis
Ascosparassis — рід грибів родини Pyronemataceae. Назва вперше опублікована 1960 року.

## Класифікація
До роду Ascosparassis відносять 2 види:
- Ascosparassis heinricheri
- Ascosparassis shimizuensis